# Leverader
De leveraders (venae hepaticae) voeren zuurstofarm en door de lever 'voorbehandeld' bloed van de leverkwabben naar de grote bloedsomloop in de vena cava inferior. Effectief voeren de leveraders het door de leverpoortader geleverde bloed van de maag, darmen, milt en alvleesklier af. Het bloed dat uit de leveraders komt is voedingsstofrijk.  